# Fischerspooner
Fischerspooner was een Amerikaanse electro-act, opgericht in 1998 in New York, bestaande uit Warren Fischer, een klassiek geschoolde muzikant en videokunstenaar Casey Spooner, die met hun album #1 op de rond 2002 begonnen retro-rage kon meesurfen. Met name het nummer Emerge viel op. In de jaren daarna bracht het nog enkele albums uit. Het duo maakte in 2019 bekend uit elkaar te gaan.

## Discografie

### Albums
- Fischerspooner (International DJ Gigolos) — 2001
- #1 (Ministry of Sound) — 2002
  - #1 (Capitol Records) — 2003 (heruitgave met dvd)
- Odyssey (EMI) — 2005
- Entertainment (FS Studios) — 2009
- SIR  (Ultra) — 2018

### Singles
- #1 Supplement EP (2001)
- Emerge (2002)
- The 15th (2002)
- Come Into My World (opgenomen door Kylie Minogue )
- L.A. Song / Sweetness (2003)
- Just Let Go (2005)
- Never Win (2005)
- A Kick In The Teeth / All We Are (2005)
- We Need A War (2006)
- The Best Revenge (2008)
- Danse En France (2008)
- Amuse Bouche (2008)